# Stylodrilus cernosvitovi
Stylodrilus cernosvitovi är en ringmaskart som först beskrevs av Hrabe 1950.  Stylodrilus cernosvitovi ingår i släktet Stylodrilus och familjen källmaskar. Inga underarter finns listade i Catalogue of Life.